# Comuna Hrușatîci, Starîi Sambir
Hrușatîci (în ucraineană Грушатичі) este o comună în raionul Starîi Sambir, regiunea Liov, Ucraina, formată din satele Ciîjkî, Deșîci, Hrușatîci (reședința) și Sanoceanî.

## Demografie
Componența lingvistică a comunei Hrușatîci
     Ucraineană (99,8%)
Conform recensământului din 2001, majoritatea populației comunei Hrușatîci era vorbitoare de ucraineană (99,8%), existând în minoritate și vorbitori de alte limbi.